# Сферический цилиндр

Сферический цилиндр можно рассматривать как гиперобъём между двумя параллельными и равными 2-сферами (3-шарами) в 4-мерном пространстве, на данном рисунке стереографически спроецированным в трёхмерное пространство.

Сферический цилиндр (сферическая призма, англ. spherinder) — объект занимательной математики в четырёхмерном евклидовом пространстве, определяемый как прямое произведение трёхмерного шара радиуса {\displaystyle r_{1}} и отрезка линии длиной {\displaystyle 2r_{2}}:
{\displaystyle D=\{(x,y,z,w)\mid x^{2}+y^{2}+z^{2}\leqslant r_{1}^{2},\ w^{2}\leqslant r_{2}^{2}\}}.
В трёхмерном пространстве при стереографической проекции отражается как две концентрические сферы, подобно тому, как тессеракт (кубическая призма) может быть спроецирован как два концентрических куба, и как цилиндр может быть спроецирован в двухмерное пространство как две концентрические окружности.
Как и дуоцилиндр, является четырёхмерным аналогом трёхмерного цилиндра (который является декартовым произведением круга на отрезок прямой). Если в трёхмерном пространстве цилиндр можно считать промежуточным звеном между кубом и сферой, то четырёхмерном пространстве есть три промежуточные формы между тессерактом и гиперсферой:
- тессеракт (отрезок × отрезок × отрезок × отрезок), гиперповерхность которого представляет собой восемь кубов, соединённых в 24 квадратах;
- кубический цилиндр (круг × отрезок × отрезок);
- сферический цилиндр (шар × отрезок);
- дуоцилиндр (круг × круг);
- гиперсфера (четырехмерный шар),

эти построения соответствуют пяти разбиениям числа 4.

Вращение сферического цилиндра в четырёхмерном пространстве

Можно определить «цилиндро-сферическую» систему координат {\displaystyle (r,\vartheta ,\varphi ,w)}, состоящую из сферических координат с дополнительной координатой {\displaystyle w} аналогично тому, как определяются цилиндрические координаты (полярные координаты {\displaystyle r} и {\displaystyle \varphi } с координатой высоты {\displaystyle z}). Такие координаты можно преобразовать в декартовы координаты по формулам:
{\displaystyle {\begin{aligned}x&=r\cos \varphi \sin \theta \\y&=r\sin \varphi \sin \theta \\z&=r\cos \theta \\w&=w\end{aligned}}}
где {\displaystyle r} — радиус, {\displaystyle \theta } — зенитный угол, {\displaystyle \varphi } — азимутальный угол, а {\displaystyle w} — высота. Декартовы координаты можно преобразовать в «цилиндро-сферические» преобразуются по формулам:
{\displaystyle {\begin{aligned}r&={\sqrt {x^{2}+y^{2}+z^{2}}}\\\varphi &=\operatorname {arctg} {\frac {y}{x}}\\\theta &=\operatorname {arcctg} {\frac {z}{\sqrt {x^{2}+y^{2}}}}\\w&=w\end{aligned}}}
Элемент гиперобъёма для сферических координат равен {\displaystyle \mathrm {d} H=r^{2}\sin {\theta }\,\mathrm {d} r\,\mathrm {d} \theta \,\mathrm {d} \varphi \,\mathrm {d} w}, который может быть получен путём вычисления якобиана.
Гиперобъём сферического цилиндра с основанием радиуса {\displaystyle r} и высотой {\displaystyle h} равен:
{\displaystyle H={\frac {4}{3}}\pi r^{3}h}.
Объём поверхности сферического цилиндра складывается из трёх частей: объёмов верхнего и нижнего основания ({\displaystyle {\tfrac {4}{3}}\pi r^{3}} каждый) и объёма боковой поверхности ({\displaystyle 4\pi r^{2}h}), то есть:
{\displaystyle SV={\frac {8}{3}}\pi r^{3}+4\pi r^{2}h}.